# Super Mario Bros. Wonder
Super Mario Bros. Wonder (яп. スーパーマリオブラザーズ ワンダー Sūpā Mario Burazāzu Wandā) — компьютерная игра в жанре платформер, разработанная и выпущенная компанией Nintendo для портативной приставки Nintendo Switch. Это первая игра серии со времён New Super Mario Bros. U (2012), в которой используется традиционный для франшизы «вид сбоку». Релиз проекта состоялся 20 октября 2023 года. Super Mario Bros. Wonder получила высокие оценки от критиков и была признана «Лучшей семейной игрой 2023 года» на церемониях The Game Awards и D.I.C.E. Awards.

## Игровой процесс
Super Mario Bros. Wonder представляет собой платформер с видом с боку. Игра начинается с того, как все персонажи приходят на праздник в Цветочное королевство (англ. Flower Kingdom), что находится по соседству с Грибным королевством. Внезапно появляется Боузер и крадёт чудо-цветок, превращаясь в гигантский, устрашающего вида замок. Как и в предыдущих частях серии цель игрока состоит в том чтобы добраться своим персонажем до конца уровня, избегая врагов (таких как Гумбы и пираньи) и преодолевая препятствия. В качестве игровых персонажей представлены двенадцать героев: Марио, Луиджи, принцесса Пич, принцесса Дейзи, Жёлтый Тоад, Синий Тоад, Тоадетта, Йоши (зелёный), Красный Йоши, Жёлтый Йоши, Голубой Йоши и Кралик. Причем в Nintendo пошли на новый шаг, сделав Марио, Луиджи, Пич, Дейзи, Тоадов и Тоадетту с одинаковыми способностями. Персонажами с наибольшим количеством способностей являются четыре Йоши . Во-первых, они не получают урон от врагов (как и Кралик), во вторых, они могут подлетать в воздухе и в третьих, они могут съедать своим языком врагов и монетки. Поддерживается локальный мультиплеер до четырёх игроков.
Помимо классических бонусов, таких как «огненный цветок» и звезда, в игру были добавлены новые: фрукт, превращающий героя в слона, цветок, который позволяет создавать пузыри, ловя в них врагов и превращая их в монетки, гриб, который дарует игроку броню в виде дрели (также может использоваться для того, чтобы зарыться под землю или просверлить некоторые объекты), и «чудо-цветок», который может менять дизайн-уровня вызывая различные эффекты, такие как оживающие трубы и появление полчищ врагов, а также изменять внешний вид и способности главных героев.
Одним из нововведений являются значки, экипировав которые игрок получает различные привилегии, разблокируемые на протяжении всей игры. Они разделены на три категории: значки действий, дарующие персонажу дополнительную активную способность, значки усиления, добавляющие пассивную способность, и значки эксперта, наделяющие персонажа продвинутыми навыками. Например, самый первый значок, который получает игрок - значок Аэрошляпа. С помощью него игрок может парить на шляпе, подобно принцессе Пич, как она парит на платье в других играх. Есть ещё значок Прыжок с подлётом. С ним игрок может немного подлетать в воздухе, подобно Луиджи в игре Super Mario Run.
В Super Mario Bros. Wonder также имеются такие персонажи как говорящие цветки (англ. talking flowers), которых игрок может встретить на уровнях. При приближении к ним они выдают различные цитаты, некоторые из которых могут быть либо забавными, либо подсказкой о том как найти секретную зону на уровне. Некоторые из цитат говорящих цветков стали интернет-мемами (пример: "Интересно, а каковы Гумбы на вкус?" (англ. "I wonder what Goombas taste like")).

## Разработка
Продюсером Super Mario Bros. Wonder выступил Такаси Тэдзука, который занимал эту должность в всех двухмерных играх серии со времён New Super Mario Bros., а также напрямую руководил разработкой игр Super Mario World и Super Mario Bros. 3. В свою очередь пост директора проекта занял Сиро Мори, ранее руководивший разработкой New Super Mario Bros. U Deluxe.
Во время работы над проектом разработчикам не устанавливали крайних сроков релиза, что привело к более длительной работе над проектом, нежели у предыдущих двухмерных частей франшизы. По словам Сиро Мори, во время планирования концепции Super Mario Bros. Wonder его целью было воссоздать для современной аудитории ощущение «секретов и таинства», которые стали визитной карточкой оригинальной Super Mario Bros.. Основное внимание было уделено обновлению классической концепции перемещения Марио в различные области уровня, традиционно происходившего с помощью варп-труб, лоз и других средств. Тэдзука предложил вместо этого менять дизайн уровня, благодаря чему появился бонус в виде чудо-цветка. Чтобы этот элемент стал уникальным для каждого уровня, разработчики придумали около 2000 идей. Наиболее удачные из них были протестированы и реализованы в финальной версии игры.
Анонс проекта состоялся во время презентации Nintendo Direct 21 июня 2023 года. Выпуск игры запланирован на 20 октября 2023 года для Nintendo Switch. Это первая традиционная 2D-игра в серии со времён New Super Mario Bros. U (2012). 21 августа 2023 года компания Nintendo объявила, что Чарльз Мартине, озвучивавший Марио на протяжении многих лет, не будет участвовать в проекте.

## Отзывы критиков
| Сводный рейтинг    | Сводный рейтинг |
| Агрегатор          | Оценка          |
| ------------------ | --------------- |
| Metacritic         | 92/100          |
| OpenCritic         | 91/100          |
| Иноязычные издания |                 |
| Издание            | Оценка          |
| Destructoid        | 9/10            |
| Edge               | 9/10            |
| Eurogamer          | [ 20 ]          |
| Famitsu            | 36/40           |
| GameSpot           | 9/10            |
| GamesRadar+        | [ 23 ]          |
| IGN                | 9/10            |
| Nintendo Life      | 9/10            |
| NME                | [ 26 ]          |

Игра Super Mario Bros. Wonder получила всеобщее признание критиков, согласно агрегатору рецензий Metacritic.
Продажи игры составили 4,3 миллиона копий за две недели — продемонстрировав лучший результат в серии.